# Marek Leśniak
Marek Sebastian Leśniak (ur. 29 lutego 1964 w Goleniowie) – polski piłkarz występujący na pozycji napastnika – zawodnik m.in. Pogoni Szczecin i Bayeru 04 Leverkusen, na przełomie lat 80. i 90. występował w reprezentacji Polski.

## Kariera
Marek Leśniak zaczynał karierę klubową w klubie Pomorzanin Nowogard w rodzinnym Nowogardzie. W 1982 przeniósł się do Pogoni Szczecin. W tym okresie występował również w młodzieżowej reprezentacji Polski, z którą zdobył 3. miejsce na młodzieżowych Mistrzostwach Świata w 1983. W sezonie 1983/1984 został powołany do pierwszego składu Pogoni i stał się jej czołowym napastnikiem. 7 października 1986 zadebiutował w drużynie narodowej seniorów, w towarzyskim meczu przeciwko Korei Północnej zremisowanym w Bydgoszczy 2:2. W 1987 wywalczył z drużyną wicemistrzostwo kraju i został królem strzelców ligi z 24 bramkami w 30 meczach.
Przebywając na zgrupowaniu olimpijskiej reprezentacji Polski na terenie Danii, w dniu 20 maja 1988 oddalił się z hotelu w Aarhus, po czym nie powrócił z ekipą do kraju. Wyjechał do RFN, aby rozpocząć w pełni profesjonalną karierę piłkarską. Jego pierwszym klubem był Bayer 04 Leverkusen, zdobywca Pucharu UEFA 1988. Polak szybko stał się podstawowym zawodnikiem „Aptekarzy”. W czterech sezonach rozegrał większość meczów ligowych, strzelał również bramki w Bundeslidze i pucharach. W sezonie 1989/90 był najlepszym strzelcem Bayeru Leverkusen (8 goli). Jego kariera reprezentacyjna nie była bogata w sukcesy. Karierę w kadrze zakończył 17 maja 1994 meczem z Austrią w Katowicach (3:4). Wcześniej przeszedł z Leverkusen do grającego w ll lidze SG Wattenscheid 09 z Bochum. W klubie tym grał przez trzy sezony. W tym czasie w plebiscycie tygodnika „Piłka Nożna” wybrany został Piłkarzem Roku 1993. W 1995 był zawodnikiem TSV 1860 Monachium, zaś wiosną 1996 występował w KFC Uerdingen. Latem 1996 wyjechał do Szwajcarii, gdzie strzelał bramki dla pierwszoligowego Neuchâtel Xamax. W 1997 powrócił do niemieckiej Bundesligi, w której po raz ostatni grał w zespole Fortuna Düsseldorf. W 1999 przeniósł się do niższej ligi, do zespołu Preußen Münster. Karierę zawodniczą kończył w SSVg Velbert oraz w SV Hilden-Nord.
W sezonie 2012-13 był trenerem szóstoligowego niemieckiego zespołu TuSpo Richrath. Od czerwca 2015 do kwietnia 2018 prowadził szóstoligowy SpVg Olpe.

## Mecze w reprezentacji Polski
| l.p. | Data                 | Miejsce    | Przeciwnik       | Rezultat | Rozgrywki       | Grał   | Uwagi                    |
| ---- | -------------------- | ---------- | ---------------- | -------- | --------------- | ------ | ------------------------ |
| 1.   | 7 października 1986  | Bydgoszcz  | Korea Północna   | 2-2      | towarzyski      | 90'    |                          |
| 2.   | 15 października 1986 | Poznań     | Grecja           | 2-1      | elim. Euro 1988 | 90'    |                          |
| 3.   | 12 listopada 1986    | Warszawa   | Irlandia         | 1-0      | towarzyski      | od 46' |                          |
| 4.   | 18 marca 1987        | Rybnik     | Finlandia        | 3-1      | towarzyski      | do 45' | Gol                      |
| 5.   | 29 kwietnia 1987     | Ateny      | Grecja           | 0-1      | elim. Euro 1988 | od 67' |                          |
| 6.   | 17 maja 1987         | Budapeszt  | Węgry            | 3-5      | elim. Euro 1988 | od 46' |                          |
| 7.   | 19 sierpnia 1987     | Lubin      | NRD              | 2-0      | towarzyski      | 90'    |                          |
| 8.   | 2 września 1987      | Bydgoszcz  | Rumunia          | 3-1      | towarzyski      | 90'    | Gol · Gol                |
| 9.   | 23 września 1987     | Warszawa   | Węgry            | 3-2      | elim. Euro 1988 | 90'    | Gol                      |
| 10.  | 11 listopada 1987    | Limassol   | Cypr             | 1-0      | elim. Euro 1988 | 90'    | Gol                      |
| 11.  | 3 czerwca 1989       | Londyn     | Anglia           | 0-3      | elim. MŚ 1990   | do 59' |                          |
| 12.  | 13 kwietnia 1993     | Radom      | Finlandia        | 2-1      | towarzyski      | 90'    | Gol · Gol · Żółta kartka |
| 13.  | 19 maja 1993         | Serravalle | San Marino       | 3-0      | elim. MŚ 1994   | 90'    | Gol · Gol                |
| 14.  | 29 maja 1993         | Chorzów    | Anglia           | 1-1      | elim. MŚ 1994   | do 72' |                          |
| 15.  | 8 września 1993      | Londyn     | Anglia           | 0-3      | elim. MŚ 1994   | 90'    | Żółta kartka             |
| 16.  | 22 września 1993     | Oslo       | Norwegia         | 0-1      | elim. MŚ 1994   | 90'    |                          |
| 17.  | 13 października 1993 | Poznań     | Norwegia         | 0-3      | elim. MŚ 1994   | 90'    |                          |
| 18.  | 17 listopada 1993    | Poznań     | Holandia         | 1-3      | elim. MŚ 1994   | 90'    | Gol                      |
| 19.  | 13 kwietnia 1994     | Cannes     | Arabia Saudyjska | 1-0      | towarzyski      | 90'    |                          |
| 20.  | 17 maja 1994         | Katowice   | Austria          | 3-4      | towarzyski      | do 15' |                          |